# Naomi Wu
Naomi Wu, également connue sous le nom de SexyCyborg, est une créatrice et makeuse chinoise de matériel libre et une personnalité d'Internet, vivant et travaillant à Shenzhen. Elle défend les femmes dans les domaines des STIM et du matériel open source. Elle possède l'une des plus importantes présences en anglais  sur YouTube et Twitter de tous les citoyens du sud de la République populaire de Chine,.

## Travail
Naomi Wu est une partisane du matériel open source et adepte des modifications corporelles. Elle défie les stéréotypes liés au genre et à la technologie par la mise en scène de son corps.
Une partie des projets de Wu sont dédiés aux technologies portables, comme des vêtements et des accessoires cyberpunk. Une de ses premières créations en 2015 consiste en des chaussures à plateformes dotés d'un compartiment qui abrite des outils de hacking comprenant un enregistreur de frappe, un routeur sans fil et des outils de crochetage de serrure. Elle a expliqué que les vêtements pour femmes manquent souvent de poches, mais que «les grosses chaussures du style à plateforme ont beaucoup d'espace inutilisé». En plus de son travail en tant que makeuse, Wu travaille également comme codeuse, utilisant un pseudonyme masculin pour protéger son identité et empêcher les discriminations sexistes. Une récente création de Wu, le Sino:Bit, est un microcontrôleur pour l'enseignement de l'informatique en Chine et le premier matériel chinois certifié Open Hardware.